# Aegidius Sadeler

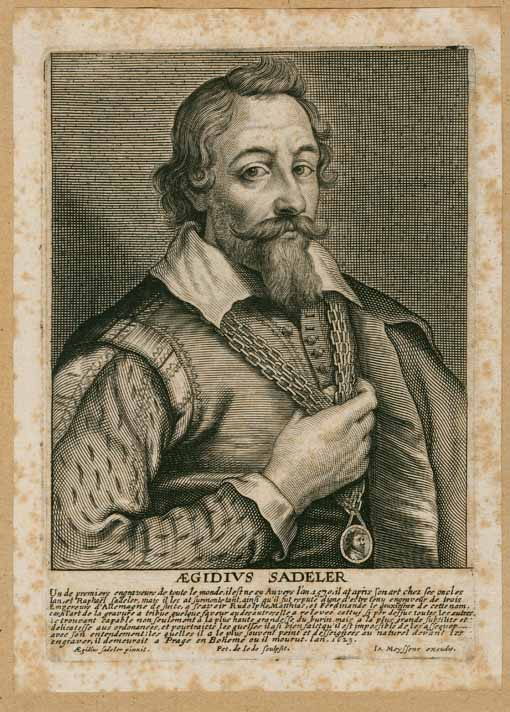
Egidius Sadeleer de Oudere

Aegidius Sadeler (ook Gilles, in het Tsjechisch Jiljí, of Egidius Sadeleer) (ca. 1570, Antwerpen - 1629, Praag) was een schilder en kopergraveur uit de Nederlanden aan het hof van keizer Rudolf II in Praag.

## Leven
Aegidius Sadeleer, de beroemdste kopergraveur van keizer Rudolf II, stamde uit een bekende familie van Antwerpse kopergraveurs. Hij leerde het vak bij zijn oom Jan (Joannes) Sadeler (geb. 1550) en werd in 1589 in de Sint-Lucasgilde opgenomen. In München vervaardigde hij zijn eerste werken samen met zijn oom, en na 1593 werkte hij als kopergraveur in Venetië en Rome. Na 1595 kwam hij te Praag aan en werd er in 1597 benoemd tot keizerlijk hofkopergraveur. Ook na de dood van de keizer, toen vele kunstenaars en persoonlijkheden Praag verlieten, bleef Sadeleer deze stad trouw.

## Werken

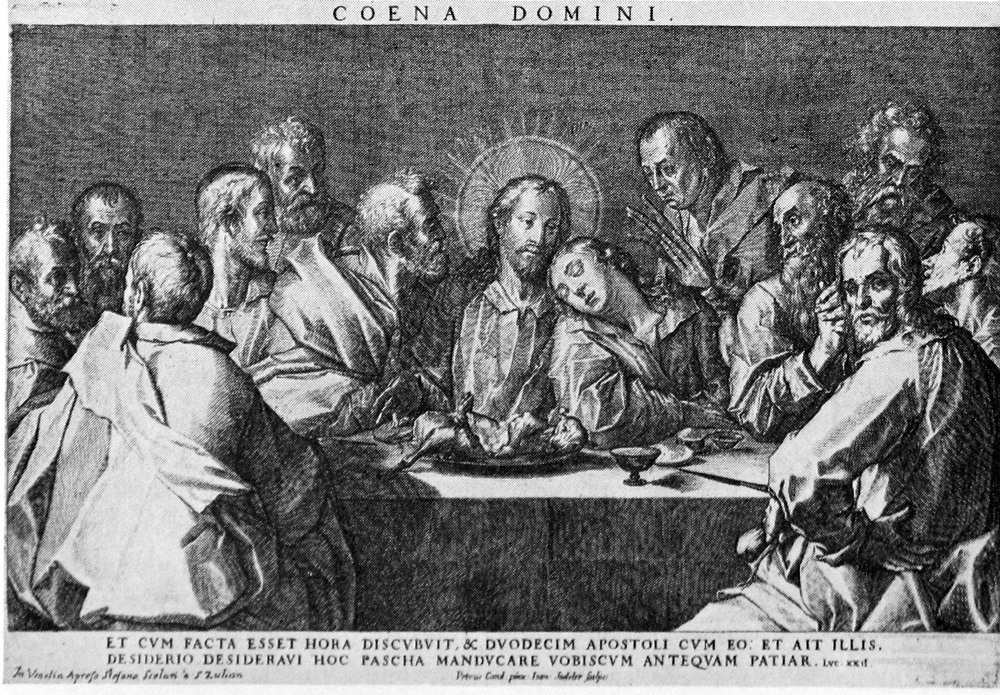
Avondmaalstafereel door Sadeleer

Zijn eerste kopergravures maakte hij aan de hand van bestaande werken. Als model dienden onder andere schilderwerken van Rafaël, Tintoretto, Titiaan, Dürer en meesters die aan het keizerlijke hof werkten. Later voegde hij hier zijn eigen ontwerpen aan toe: landschappen en portretten van belangrijke personen aan het hof van Rudolf II.
Het bijzondere aan zijn gravures is dat hij de originelen heel getrouw navolgt. Uiterst vruchtbaar was de periode van samenwerking met Joseph Heintz, Bartholomeus Spranger, Johann Jakob Stevens von Steinfels en Adriaen de Vries. Hoe Praag en Centraal-Europa eruitzagen en de cartografische bewerkingen van de hoofdstad bereikten via zijn gravures Amerika en Azië.
Zijn belangrijkste gravures zijn het portret van de schilder Spranger en zijn vrouw Christina (1600), een zicht in de Wladislav-zaal (1607) en zijn voorstellingen van de hoofdstad Praag in die tijd.
In 1605 maakte hij een kaart van Tsjechië (Bohemen), die de regio bestreek van 48°16′ tot 50°58′ noorderbreedte en 29°54′ tot 34°28′ oosterlengte. De kaart bevatte naast grondplannen van steden ook kaarten van de regio’s Čáslav (Tschaslau), Cheb (Eger), Chomutov (Komotau), Louny (Laun), Praag en Slaný (Schlan).
In 1607 voltooide hij het grote panorama van de stad Praag, gezien vanaf de berg Petřín (Petrein).
Zijn Bohemia in suas partes geografice distincta, verschijnt in 1620, en heeft een grootte van 390 x 450 mm. De gravure bevat in het bovenste deel een blik op de steden Praga, Egra, Zaslavia, Commona, Lavna, Slana, aan de linkerkant portretten van koninginnen, edellieden, handelaars en landbouwers. Aan de bron van de rivier de Elbe stond genoteerd: Fons Albus (witte bron), met daarnaast Mons Giganticum (Reuzengebergte) met de verklaring Montes Gagantum caco demone infesti quem incole Ribenzal vocant de quibus vulgo miranda recensutur. Verder werd in de legende opgevoerd: Nomina que habet triangulum in tine sunt Bohemica.
Tot zijn bekendste leerlingen behoorden Wenzel Hollar en Joachim von Sandrart.

## Verder lezen
- (cs)  Dějiny českého výtvarného umění II/1 (Geschiedenis van de beeldende kunst II/1). Praag, Akademia 1989
- (de)  Ulrich Thieme, Felix Becker en anderen: Allgemeines Lexikon der bildenden Künstler von der Antike bis zur Gegenwart, Band 24, E. A. Seemann, Leipzig 1930, blz. 299: "Sadeler (Kupferstecher- und Kunsthändler-Familie)".